# Panchrysia tibetensis
Panchrysia tibetensis är en fjärilsart som beskrevs av Chou och Lu 1982. Panchrysia tibetensis ingår i släktet Panchrysia och familjen nattflyn. Inga underarter finns listade i Catalogue of Life.